# Katsuhito Ebisawa
Katsuhito Ebisawa (jap. 蛯澤 克仁, Ebisawa Katsuhito; * 11. Juli 1972 in Tōhoku) ist ein ehemaliger japanischer Skilangläufer.

## Werdegang
Ebisawa studierte an der Chūō-Universität und trat dann in das Bauunternehmen Kawada Kōgyō und deren Skimannschaft ein.
Ebisawa nahm bis 2009 an Wettbewerben der Fédération Internationale de Ski teil. Sein erstes Weltcuprennen lief er im Dezember 1994 in Tauplitzalm, welches er auf dem 84. Platz über 15 km klassisch beendete. In der Saison 1994/95 lief er bei den nordischen Skiweltmeisterschaften 1995 in Thunder Bay auf den 61. Rang über 10 km klassisch, auf den 47. Platz über 30 km klassisch und auf den 45. Platz im 25-km-Verfolgungsrennen und bei der Winter-Universiade 1995 in Candanchú auf den 29. Platz über 30 km Freistil und auf den 17. Rang über 15 km klassisch. Im Februar 1996 erreichte er in Reit im Winkl mit dem neunten Rang im Sprint seine beste Platzierung bei einem Weltcuprennen. Bei den nordischen Skiweltmeisterschaften 1997 in Trondheim kam er auf den 22. Platz über 10 km klassisch, den 21. Rang im 25-km-Verfolgungsrennen und den 15. Platz über 50 km klassisch. Seine besten Platzierungen bei den Olympischen Winterspielen 1998 in Nagano waren der 21. Platz im 25-km-Verfolgungsrennen und der siebte Rang mit der Staffel. Bei den nordischen Skiweltmeisterschaften 1999 in Ramsau belegte er den 52. Platz über 10 km klassisch, den 51. Rang im 25-km-Verfolgungsrennen und den 50. Platz über 50 km klassisch. Bei den nordischen Skiweltmeisterschaften 2001 in Lahti errang er den 49. Platz im 20-km-Verfolgungsrennen, den 35. Platz über 30 km klassisch und den 33. Rang über 50 km Freistil. Im selben Jahr wurde er japanischer Meister über 30 km Freistil. Seine besten Resultate bei den Olympischen Winterspielen 2002 in Salt Lake City waren der 38. Platz über 50 km klassisch und der 12. Platz mit der Staffel. Im Februar 2003 gewann er bei den Winter-Asienspielen Gold mit der Staffel. Seine besten Resultate bei den nordischen Skiweltmeisterschaften 2003 im Val di Fiemme waren der 18. Platz im 30-km-Massenstartrennen und der neunte Rang mit der Staffel. Bei den nordischen Skiweltmeisterschaften 2005 in Oberstdorf erreichte er den 56. Platz im Sprint, den 21. Rang im 50-km-Massenstartrennen und den 14. Platz mit der Staffel. Bei seiner letzten Olympiateilnahme 2006 in Pragelato waren der 41. Platz im 30-km-Skiathlon und der 12. Platz im Teamsprint seine besten Ergebnisse. Im Februar 2007 holte er bei den Winter-Asienspielen Silber mit der Staffel. Bei den nordischen Skiweltmeisterschaften 2007 in Sapporo errang er den 46. Platz im Skiathlon, den 24. Platz im 50-km-Massenstartrennen und den 14. Rang mit der Staffel.